# Divine:Zero
Divine:Zero (Eigenschreibweise: DIVINE:ZERO) ist eine deutsche Melodic-Death-Metal-Band, die 1996 unter dem Namen Azrael’s Tears gegründet wurde.

## Geschichte
Von 1996 bis 1998 nahm Divine:Zero zwei Demos unter dem alten Namen Azrael’s Tears auf, bevor sich die Band mit neuer Besetzung umbenannte. Im Jahre 1999 brachte die Band das Demo Solarisphere heraus, auf dem noch Christof Birx (Motorjesus) als Sänger zu hören ist. Im Laufe des Jahres 2000 löste sich die Band jedoch auf, da sich die Musiker auf andere Bands und Projekte konzentrieren wollten.
Auf Initiative von Christof Birx hin fand sich die Band im Jahre 2002 in der ursprünglichen Besetzung wieder zusammen. Mit Marcel Gellissen konnte Divine:Zero erstmals einen Schlagzeuger verpflichten, nachdem die Musiker in den Jahren zuvor auf den Einsatz eines Drumcomputers zurückgegriffen hatten. Seit 2004 hat Stefan Rohn seinen festen Platz am Schlagzeug. Im Jahr 2005 verließ Christof Birx schließlich die Band und der bisherige Bassist Björn Harz übernahm den vakanten Sängerposten. Das Demo Burial Seasons ist die erste inoffizielle Veröffentlichung in dieser Besetzung.
Das erste offizielle Full-Length-Album The Day God Left veröffentlichte Divine:Zero europaweit im Jahre 2008 über Rough Trade Distribution, nun mit Christoph Golks (ex-Koroded) am Bass und Björn Harz erstmals an der Gitarre. Der Stil bewegt sich zwischen 1980er-Jahre-Thrash Metal und Göteborg-Sounds im Stile von Dark Tranquillity.
Nach zwölf erfolgreichen Konzertjahren verließ Keyboarderin Nadja Jäger die Band und die Musiker begannen mit dem Schreiben des neuen, wesentlich härter ausgerichteten Albums, dessen Release jedoch bis zu dem Signing bei Quality Steel Records im Jahre 2014 auf sich warten ließ. Waren die vergangenen Jahre erneut von diversen Besetzungsproblemen – hauptsächlich am Bass – bestimmt, ist das Line-up seit dem Einstieg von Bassist Markus Emde (ex-Motorjesus) stabil. Das aktuelle Album The Cold Asylum ist seit November 2014 erhältlich und erhielt mit seinem härteren Sound überwiegend positive Kritiken.
Im Frühjahr 2016 gastierte die Band im Rahmen ihrer „Bloodpounding“-Deutschlandtour in acht Städten (u. a. Hannover, Leipzig und Köln).
Stefan Rohn, Schlagzeuger seit 2004, verließ Ende 2016 die Band während des Songwritings zum dritten Album aus zeitlichen Gründen durch berufliche und private Veränderungen.
Im März 2019 kann die Band Stefan Rohn wieder als vollwertiges Mitglied bei DIVINE:ZERO begrüßen.

## Diskografie

### EPs und Demos
- 1997: Black Origin (als Azrael’s Tears)
- 1998: Where the Nightstorm Cries (als Azrael’s Tears)
- 1999: Solarisphere
- 2005: Burial Seasons

### Alben
- 2008: The Day God Left (Rough Trade Distribution)
- 2014: The Cold Asylum (Quality Steel Records/Soulfood)